# Metacharis sylves
Metacharis sylves är en fjärilsart som beskrevs av William Chapman Hewitson 1877. Metacharis sylves ingår i släktet Metacharis och familjen Riodinidae. Inga underarter finns listade i Catalogue of Life.